# Teatre «in-yer-face»
El teatre In-yer-face descriu l'estil dramatúrgic que va aparèixer al Regne Unit als anys 90. El terme, derivat de in-your-face, que significa agressiu o provocatiu i es tradueix literalment com a «a la cara», va ser creat pel crític de teatre britànic Aleks Sierz com a títol del seu llibre In-Yer-Face Theatre: British Drama Today, publicat per Faber and Faber el març de 2001. Membre adjunt del programa de periodisme de la Universitat de Boston a Londres, i coeditor del TheatreVoice, Sierz utilitza el terme teatre in-yer-face per descriure el treball de joves dramaturgs que presenten material vulgar i polèmic sobre l'escenari com a mitjà per incloure i afectar el seu públic.  Segons Siers, “Els tres grans del teatre in-yer-face són Sarah Kane, Mark Ravenhill i Anthony Neilson”.

## Orígens litetaris i culturalts
El dramaturg anglès Simon Gray utilitza el terme in your face per descriure el diàleg teatral contemporani a la seva obra Japes, estrenada a Londres a principis de febrer de 2001. A l'obra, Michael Cartts, un autor de mitjana edat, critica durament un nou estil d'escriptura que descriu com a “in your face”. Després de veure l'obra d'un jove dramaturg, Cartss descriu els personatges de la manera següent:
| « | Tenien la impertinència, no, l'hybris per murmurar les paraules més terrorífiques, “t’estimo”, però què volen dir amb això? Volen dir “he cardat amb tu i ara necessito tornar a cardar amb tu i, possiblement, unes quantes vegades després d'això, i estaré gelós, bojament gelós si algú més et carda”... Tot el que fan és cardar els uns amb els altres i tot el que parlen és sobre com ho fan, o amb qui preferirien estar-ho fent o a què–i no es reserven amb el llenguatge... No hi ha cap mot que faci entreveure una vida interna, cap amistat excepte oportunitats per competir i trair-se sexualment, cap interès o passió o sentiment, com si l'home fos el penis, el penis l'home, la dona el cony, el cony la dona, i l'únic propòsit a la vida, fotre el penis dins el cony, moure el cony sobre el penis... I saps–saps què és el pitjor–el pitjor és que parlen gramaticalment correcte. Construeixen frases. Les construeixen! I amb una certa elegància. Per què? Digues-me, per què? (petita pausa) De fet, sé perquè. Perquè els verbs i els noms ressaltin–a la teva cara. A la teva cara. Aquesta és la frase, no? Aquesta és la frase! A la teva cara! | » |

Fent servir l'argot britànic escrit com la banda In Yer Face, ampliant el context teatral exposat per l'obra de Gray, i, com el OED recull, fent servir la forma de l'adjectiu més usada, entre guions, Sierz utilitza in yer face quan categoritza el teatre in-yer-face, definit segons el títol del seu llibre.

## Procés de categorització
El procés d'apropiació i ús d'un terme ja existent per descriure noves peces teatrals crea una forma de categorització o etiquetatge, o, fins i tot, com alguns crítics remarquen, de domesticació d'aquestes peces La creació del teatre in-yer-face es paral·lelitza amb la història d'altres termes per descriure estils dramatúrgics més acceptats pels crítics, com Martin Esslin, que va ampliar el concepte existencial de la filosofia de l'absurd al teatre al seu llibre de 1961 titulat Teatre de l'absurd;i Irving Wardle, que va agafar la fase comèdia d'amenaça del subtítol d'una peça de David Campton per descriure tant aquesta mateixa obra com La festa d'aniversari de Harold Pinter el 1958. 
El teatre in-yer-face ha estat erròniament categoritzat com a “moviment”,
 cosa que Sierz ha desmentit:
| « | El teatre in-yer-face no ha estat mai un moviment i jo mai he dit que ho fos. No pots signar un manifest, comprar una tarjeta de fidelització o unir-te a una marxa a favor del teatre in-yer-face i, com mai m’he cansat d'explicar a la gent que m’ha escrit sobre això, el teatre in-yer-face no és un edifici teatral com a tal, ni una companyia de teatre. […] Més aviat, el teatre in-yer-face és un conjunt d'una sèrie de tècniques i d'una sensibilitat teatral | » |

## Conferència del 2002 sobre el "teatre in-yer-face"
El teatre in-yer-face va ser tema de debat en una conferencia a la Universitat de l'Oest d'Anglaterra que va tenir lloc el 2002, en la qual Sierz era un participant destacat.  Sierz va escriure el seu propi informe sobre la conferència que es troba a la web del crític.

Resumint els resultats de la conferència, els conferenciants Graham Saunders i Rebecca D'Monté van destacar que en Sierz va reconèixer que al 2002, el teatre in-yer-face ja havia esdevingut un fenomen històric (una moda del passat), proclamant:
| « | Tot i el seu títol, la conferència també ha esdevingut un fòrum en què l'estat actual de la nova escriptura del teatre britànic s'ha debatut. David Eldridge, al discurs d'obertura, ha reconegut moltes de les obres del període com una resposta directa als ‘Thatcher’s Children' (fills de Thatcher) – la generació que ha crescut en un període on l'esquerra britànica semblava fracturada i sense rumb, la Guerra Freda amenaçava i l'economia del lliure marcat va redefinir brutalment la nostra societat i la nostra cultura. Eldridge advertia de les mitologies i les agendes d'auto inflació que podien créixer quan els autors són etiquetats en “moviments”, i que (al·ludint a la Donmar Warehouse) ha anomenat com a l'actual moda de “Donmarització” al teatre britànic, on grans estrelles de Hollywood han estat reclutades per tal de fer una nova obra més atractiva per al públic. | » |

Un altre informe de la conferència, publicat per Writernet, afirma: “haver estat emmanillada en una època o gènere específics posa una responsabilitat sobre l'obra i crea expectatives abans d'una lectura o representació. En essència, trenca la integritat artística per mitjà de nocions preconcebudes d'una obra per culpa d'una etiqueta simplificada. Les obres i els seus dramaturgs estan en risc de ser annexades o “guetitzades” quan se’ls hi dona un focus superficialment monolític.”
Writernet afegeix: “Aquest problema es veu reflectit en un gran nombre d'escrits d'arreu del món, que principalment exploren les obres de Sarah Kane i Mark Ravenhill a través de les lents teòriques de la postmodernitat, el teatre metafísic, el teatre de la crueltat d'Artaud, i Lacan”.
Tot i així, l'informe també destaca que, “En la seva pròpia defensa, Sierz ha estipulat que ‘in yer-face’ no és un moviment, sinó més aviat una ‘sensibilitat’,” i que “el teatre in-yer-face descriu només el gruix d'obres durant els anys 90.” També destaca que Sierz “accepta les limitacions del seu llibre i la seva etiqueta, reconeixent-lo com a centrat només en Londres i limitat en la seva observació”

## Persones notables associades amb el "teatre in-yer-face"
| - Kate Ashfield - Simon Block - Jez Butterworth - David Eldridge - debbie tucker green - Nick Grosso - Alex Jones - Sarah Kane - Dennis Kelly - Tracy Letts - Patrick Marber - Martin McDonagh | - Phyllis Nagy - Anthony Neilson - Joe Penhall - Rebecca Prichard - Mark Ravenhill - Philip Ridley - John Roman Baker - Judy Upton - Naomi Wallace - Richard Zajdlic - Max Stafford-Clark |

## Principals obres
- (1991) The Pitchfork Disney de Philip Ridley
- (1992) The Fastest Clock in the Universe de Philip Ridley
- (1993) Penetrator de Anthony Neilson
- (1994) Butterfly Kiss de Phyllis Nagy
- (1994) Trainspotting adaptada per Harry Gibson de la novel·la d'Irvine Welsh
- (1995) Blasted (Rebentats) de Sarah Kane
- (1995) Mojo de Jez Butterworth
- (1996) Shopping and Fucking de Mark Ravenhill
- (1997) Attempts on Her Life de Martin Crimp
- (1997) The Censor de Anthony Neilson
- (1997) Closer de Patrick Marber
- (1997) The Lonesome West de Martin McDonagh
- (1998) Yard Girl de Rebecca Prichard
- (1998) Real Classy Affair de Nick Grosso
- (2004) Behzti (Dishonour) de Gurpreet Kaur Bhatti

## Altres obres
- Simon Donald - The Life of Stuff
- John Roman Baker - Easy,[19] In One Take, East Side Skin